# فيك تشو
فيك تشو (بالصينية: 周渝民,) هو عارض ومغني وممثل تايواني، ولد في 9 يونيو 1981 في تايوان.

## وصلات خارجية
- فيك تشو على موقع IMDb (الإنجليزية)
- فيك تشو على موقع ميوزك برينز (الإنجليزية)
- فيك تشو على موقع ديسكوغز (الإنجليزية)
- فيك تشو على موقع ديسكوغز (الإنجليزية)
- فيك تشو على موقع قاعدة بيانات الفيلم (الإنجليزية)